# Otothyropsis polyodon
Otothyropsis polyodon es una especie de pez siluriforme de agua dulce del género Otothyropsis, en la familia de los loricáridos. Habita en aguas templado-cálidas del centro-este de Sudamérica. 

## Taxonomía
Descripción original
Esta especie fue descrita originalmente en el año 2013 por los ictiólogos Bárbara Borges Calegari, Pablo Cesar Lehmann-Albornoz y Roberto Esser dos Reis.
Localidad tipo
La localidad tipo referida es: “Arroyo Tamanduá (en las coordenadas: 20°04′03″S 53°11′21″O / -20.06750, -53.18917), afluente del río Verde (cuenca del río Paraná Superior), cerca de la planta hidroeléctrica São Domingos, en Água Clara, estado de Mato Grosso del Sur, Brasil”.
Holotipo
El ejemplar holotipo designado es el catalogado como: MCP 47139; se trata de una hembra adulta la cual midió 34,7 mm de longitud. Fue capturada por Bárbara Borges Calegari, Pablo Cesar Lehmann-Albornoz y Roberto Esser dos Reis el 16 de junio de 2012.
Etimología
Etimológicamente el término genérico Otothyropsis se construye con palabras del idioma griego, en donde: otos significa 'oído', thyris es 'ventana', al estar estrechamente emparentado al género Otothyris; mientras que opsis es lo relacionado con la 'apariencia', por lo tanto, se marca su semejanza a un Hypoptopomatinae.
El epíteto específico polyodon es un derivado del idioma griego, en donde poly significa ‘muchos’ y odon se traduce como ‘dientes’, en alusión al alto número de dientes que caracteriza a esta especie respecto a las otras de su género.
Caracterización y relaciones filogenéticas
Entre otros rasgos, Otothyropsis polyodon se caracteriza por poseer un pedúnculo caudal largo, serie medial de las placas laterales completa, un número más elevado de placas y porque el margen anterior del mesetmoide no está cubierto ventralmente por la placa rostral. Estas características son compartidas con O. biamnicus, de la cual se puede diferenciar por presentar más larga la espina en la aleta pectoral y por tener un mayor número de dientes en el dentario y en el premaxilar.

## Distribución y hábitat
Este pequeño pez es endémico de cursos fluviales templado-cálidos en el estado de Mato Grosso del Sur al sudeste de Brasil, específicamente en la hoya del río Verde, curso que luego vuelca su carga hídrica en la margen derecha del río Paraná Superior, el cual pertenece a la cuenca del Plata.
Ecorregionalmente es característico de la ecorregión de agua dulce Paraná superior.